# Critics’ Choice Movie Award/Beste Nebendarstellerin
Seit 1996 wird bei den BFCA die beste Nebendarstellerin des vergangenen Filmjahres geehrt.

## Preisträger
| Jahr        | Preisträgerin        | Film                                            |
| ----------- | -------------------- | ----------------------------------------------- |
| 1996        | Mira Sorvino         | Geliebte Aphrodite                              |
| 1997        | Joan Allen           | Hexenjagd                                       |
| 1998        | Joan Cusack          | In & Out                                        |
| 1999        | Joan Allen           | Pleasantville                                   |
| 1999        | Kathy Bates          | Mit aller Macht                                 |
| 2000        | Angelina Jolie       | Durchgeknallt                                   |
| 2001        | Frances McDormand    | Almost Famous – Fast berühmt und Die WonderBoys |
| 2002        | Jennifer Connelly    | A Beautiful Mind – Genie und Wahnsinn           |
| 2003        | Catherine Zeta-Jones | Chicago                                         |
| 2004        | Renée Zellweger      | Unterwegs nach Cold Mountain                    |
| 2005        | Virginia Madsen      | Sideways                                        |
| 2006        | Michelle Williams    | Brokeback Mountain                              |
| 2006        | Amy Adams            | Junikäfer                                       |
| 2007        | Jennifer Hudson      | Dreamgirls                                      |
| 2008        | Amy Ryan             | Gone Baby Gone – Kein Kinderspiel               |
| 2009        | Kate Winslet         | Der Vorleser                                    |
| 2010        | Mo’Nique             | Precious – Das Leben ist kostbar                |
| 2011        | Melissa Leo          | The Fighter                                     |
| 2012        | Octavia Spencer      | The Help                                        |
| 2013        | Anne Hathaway        | Les Misérables                                  |
| 2014        | Lupita Nyong‘o       | 12 Years a Slave                                |
| 2015        | Patricia Arquette    | Boyhood                                         |
| 2016 (Jan.) | Alicia Vikander      | The Danish Girl                                 |
| 2016 (Dez.) | Viola Davis          | Fences                                          |
| 2018        | Allison Janney       | I, Tonya                                        |
| 2019        | Regina King          | If Beale Street Could Talk                      |
| 2020        | Laura Dern           | Marriage Story                                  |
| 2021        | Marija Bakalowa      | Borat Anschluss Moviefilm                       |
| 2022        | Ariana DeBose        | West Side Story                                 |
| 2023        | Angela Bassett       | Black Panther: Wakanda Forever                  |
| 2024        | Da’Vine Joy Randolph | The Holdovers                                   |
| 2025        | Zoë Saldaña          | Emilia Pérez                                    |